# 宮下町 (川越市)
宮下町（みやしたまち）は、埼玉県川越市の町名。現行行政地名は宮下町一丁目から二丁目。郵便番号は350-0052。

## 地理
川越市の中心部に位置する。おもに住宅地として利用されている。北東部を新河岸川が流れる。

## 交通
駅は地区内にはない。最寄り駅は西武新宿線本川越駅となっている。

## 施設
- 川越市立初雁中学校
- 川越市立特別支援学校
- 川越氷川神社
- 氷川会館
- さいたま家庭裁判所川越支部
- 川越市慰霊塔